# Onthophagus merdrignaci
Onthophagus merdrignaci é uma espécie de inseto do género Onthophagus, família Scarabaeidae, ordem Coleoptera.

## História
Foi descrita cientificamente por Walter & Cambefort em 1977.